# Partit Progressista Democràtic
El Partit Progressista Democràtic (en xinès: 民主進步黨, Mínzhǔ Jìnbùdǎng) és un partit polític liberal i progressista de la República de la Xina. El partit va ser fundat el 1986. El DPP és un dels dos principals partits taiwanesos, juntament amb l'històricament dominant Kuomintang (KMT). Tradicionalment ha estat associat amb una forta defensa dels drets humans i amb el nacionalisme taiwanès. La dirigent actual és Tsai Ing-wen, que és també la Presidenta de la República de la Xina des de les eleccions taiwaneses de 2016.

## Història
Els orígens del PPD es remunten a quan exercien d'oposició del Kuomintang durant la dictadura del General Chiang Kai-shek i del seu fill, Chiang Ching-kuo.

## Polítiques
Els programes amb el suport del PPD inclouen polítiques moderades de benestar social que impliquen els drets de les dones, les persones grans, els nens, els joves, els treballadors, les minories, els pobles indígenes, els agricultors i altres sectors desfavorits de la societat. A més, la seva plataforma inclou un ordre jurídic i polític basat en els drets humans i la democràcia; administració econòmica i financera equilibrada; benestar social just i obert; reforma educativa i cultural; defensa independent i política exterior pacífica. Per aquestes raons, solia considerar-se com un partit de centre-esquerra econòmicament, i la seva base consistia en gran manera en la classe obrera; tanmateix, la majoria de les seves polítiques ara són de centristes.
L'eix polític primari a Taiwan implica la qüestió de la independència de Taiwan versus l'eventual unificació amb la Xina. Encara que les diferències tendeixen a ser retratades en termes polaritzats, les dues coalicions principals han desenvolupat posicions modificades, matisades i sovint complexes. Encara que s'oposen als orígens filosòfics, les diferències pràctiques entre aquestes posicions de vegades poden ser subtils.
La posició oficial actual del partit és que la "República de la Xina (Taiwan)" és un país independent i sobirà el territori del qual consisteix a Taiwan i les illes més petites que l'envolten i la sobirania de la qual deriva només dels ciutadans de la república que viuen a Taiwan (filosofia similar a l'autodeterminació), basada en la "Resolució sobre el futur de Taiwan", del 1999. Considera que la independència de Taiwan és un fet actual, fent innecessària una declaració formal d'independència. El PPD rebutja l'anomenat "principi d'una Xina" definit el 1992 com a base per a les relacions diplomàtiques oficials amb la Xina continental (RPC) i advoca per una identitat nacional taiwanesa que està separada de la Xina continental. El PPD argumenta que els seus esforços per promoure una identitat nacional taiwanesa són només un esforç per normalitzar una identitat taiwanesa reprimida durant anys de govern autoritari de Kuomintang. El Partit Progressista Democràtic també difereix del KMT sobre les polítiques estrangeres i de defensa, ja que el PPD considera que les relacions amb els Estats Units, Japó i els estats europeus, entre altres països democràtics, són fonamentals per a la seguretat de Taiwan.
En canvi, la coalició KMT o pan-blau coincideix que Taiwan és un país independent i sobirà que no forma part de la RPC, però sosté que es pot utilitzar un principi d'una Xina (amb diferents definicions a través de l'estret) base per a converses amb la Xina. El KMT també s'oposa als propòsits de la independència de Taiwan i argumenta que els esforços per establir una identitat nacional taiwanesa separada de la identitat nacional xinesa són innecessaris i provocadors innecessàriament. Alguns oficials conservadors del KMT han titllat la política del PPD d'antixinesa i racista (per exemple, oposant-se als immigrants procedents de la Xina continental, que els funcionaris de DPP no reconeixen com taiwanesos, sinó xinesos). A l'altre extrem de l'espectre polític, l'acceptació per la PPD dels símbols de la República de la Xina s'oposa per part de la Unió de Solidaritat de Taiwan.

## Resultats electorals

### Eleccions presidencials
| Any elecció | Candidat         | Co-candidat            | Total vots | %     | Resultat |
| ----------- | ---------------- | ---------------------- | ---------- | ----- | -------- |
| 1996        | Peng Ming-min    | Hsieh Chang-ting       | 2.274.586  | 21,1% | No       |
| 2000        | Chen Shui-bian   | Lu Hsiu-lien           | 4.977.737  | 39,3% | Sí       |
| 2004        | Chen Shui-bian   | Lu Hsiu-lien           | 6.446.900  | 50,1% | Sí       |
| 2008        | Hsieh Chang-ting | Su Tseng-chang         | 5.445.239  | 41,5% | No       |
| 2012        | Tsai Ing-wen     | Su Jia-chyuan          | 6.093.578  | 45,6% | No       |
| 2016        | Tsai Ing-wen     | Chen Chien-jen ( Ind.) | 6.894.744  | 56,3% | Sí       |
| 2020        | Tsai Ing-wen     | Lai Ching-te           | 8.170.231  | 57,1% | Sí       |

### Eleccions legislatives
| Any eleccions | Vots      | % (posició) | Diputats | +/- | Candidat       |
| ------------- | --------- | ----------- | -------- | --- | -------------- |
| 1992          | 2.944.195 | 31% (2)     | 51 / 161 | 30  | Hsu Hsin-liang |
| 1995          | 3.132.156 | 33,2% (2)   | 54 / 164 | 3   | Shih Ming-teh  |
| 1998          | 2.966.834 | 29,6% (2)   | 70 / 225 | 16  | Lin Yi-hsiung  |
| 2001          | 3.447.740 | 36,6% (1)   | 87 / 225 | 21  | Chen Shui-bian |
| 2004          | 3.471.429 | 37,9% (1)   | 89 / 225 | 2   | Chen Shui-bian |
| 2008          | 3.775.352 | 38,2% (2)   | 27 / 113 | 62  | Chen Shui-bian |
| 2012          | 4.556.526 | 34,6% (2)   | 40 / 113 | 13  | Tsai Ing-wen   |
| 2016          | 5.370.953 | 44,1% (1)   | 68 / 113 | 28  | Tsai Ing-wen   |
| 2020          | 4.811.241 | 33,98% (1)  | 61 / 113 | 7   | Tsai Ing-wen   |